# Municipio de Millbrook (Illinois)
El municipio de Millbrook (en inglés: Millbrook Township) es un municipio ubicado en el condado de Peoria en el estado estadounidense de Illinois. En el año 2010 tenía una población de 488 habitantes y una densidad poblacional de 5,14 personas por km².

## Geografía
El municipio de Millbrook se encuentra ubicado en las coordenadas 40°55′34″N 89°56′8″O / 40.92611, -89.93556. Según la Oficina del Censo de los Estados Unidos, el municipio tiene una superficie total de 94.99 km², de la cual 94,71 km² corresponden a tierra firme y (0,29 %) 0,27 km² es agua.

## Demografía
Según el censo de 2010, había 488 personas residiendo en el municipio de Millbrook. La densidad de población era de 5,14 hab./km². De los 488 habitantes, el municipio de Millbrook estaba compuesto por el 97,34 % blancos, el 0,2 % eran amerindios, el 0,41 % eran asiáticos, el 1,02 % eran de otras razas y el 1,02 % eran de una mezcla de razas. Del total de la población el 2,46 % eran hispanos o latinos de cualquier raza.